# هامیلتون، شهرستان کلینتون، ایندیانا
هامیلتون (به انگلیسی: Hamilton) یک منطقهٔ مسکونی در ایالات متحده آمریکا است که در شهرستان کلینتون، ایندیانا واقع شده‌است. هامیلتون ۲۴۶٫۸۹ متر بالاتر از سطح دریا واقع شده‌است.